# Ойоно, Фердинанд Леопольд
Фердинанд Леопольд Ойоно́ (фр. Ferdinand Léopold Oyono, 14 сентября 1929, Эболова, Французский Камерун — 10 июня 2010, Яунде, Камерун) — камерунский писатель и государственный деятель, министр иностранных дел Камеруна (1992—1997).

## Биография
Получил образование в Яунде и в Париже. После обретения Камеруном независимости находился на дипломатической работе, был членом делегации на сессии ООН в 1960 г., когда страна была принята в организацию.
- 1965 г. — посол в Либерии,
- 1965—1968 гг. — посол в странах Бенилюкса и при ЕС,
- 1969—1974 гг. — посол во Франции и в Испании , Италии , Марокко , Алжире и Тунисе (по совместительству),
- 1974—1982 гг. — постоянный представитель Камеруна при ООН, в декабре 1975 г. являлся председателем Совета Безопасности Организации Объединенных Наций на его 1866-м заседании.
- 1982—1984 гг. — посол в Алжире и Ливии (по совместительству),
- 1984—1985 гг. — посол в Великобритании и скандинавских странах (по совместительству).
- 1985—1986 гг. — генеральный секретарь администрации президента Поля Бийя.
- 1986—1990 гг. — министр городского планирования и жилищного строительства,
- 1992—1997 гг. — министр иностранных дел Камеруна,
- 1997—2007 гг. — министр культуры.

В 2009 г. был назначен послом по особым поручениям.
Являлся известным писателем. Автор произведений, посвященных борьбе с колониализмом. В первом романе Жизнь боя (Une vie de boy, 1956), рисуя судьбу юноши-слуги, автор развивает тему пробуждения человеческого достоинства в порабощенном. Роман Старый негр и медаль (Le vieux nègre et la médaille, 1956, вошел в список 100 лучших африканских книг XX века) продолжает ту же тему, иначе разрешая её: протест старого Меки завершается не бунтом, а тупой безнадежностью. Уже в этой книге звучат интонации трагической безысходности, которые усиливаются в третьем романе — Путь Европы (Дорога Европы, Le chemin d’Europe, 1960).

## Публикации на русском языке
- Жизнь боя. Роман. Пер. О.Моисеева // Избранные произведения писателей Тропической Африки. — М: Прогресс(Библиотека избранных произведений писателей Азии и Африки), 1979. с. 215—307
- Старый негр и медаль. Роман. Пер. Я.Лесюк, Н. Сулье — М: Худ. лит., 1962. 192 с.